# MOJ
MOJ – polskie przedsiębiorstwo przemysłu elektromaszynowego z siedzibą przy ulicy Tokarskiej 6 w Katowicach, notowane na Giełdzie Papierów Wartościowych w Warszawie, wytwarzające narzędzia i urządzenia przeznaczone dla przemysłu wydobywczego, maszynowego, energetycznego, hutniczego i cementowego. Wchodzi w skład grupy kapitałowej Fasing.

## Działalność
MOJ produkuje sprzęt i akcesoria wiertnicze, jak wiertarki i kotwiarki, sprzęgła przemysłowe, wały Cardana, agregaty hydrauliczne, smarownice, hamulce, przekładnie, motoreduktory i klucze ręczne.
Spółka ma swoją siedzibę przy ulicy Tokarskiej 6 w Katowicach, na terenie dzielnicy Załęże.

## Historia

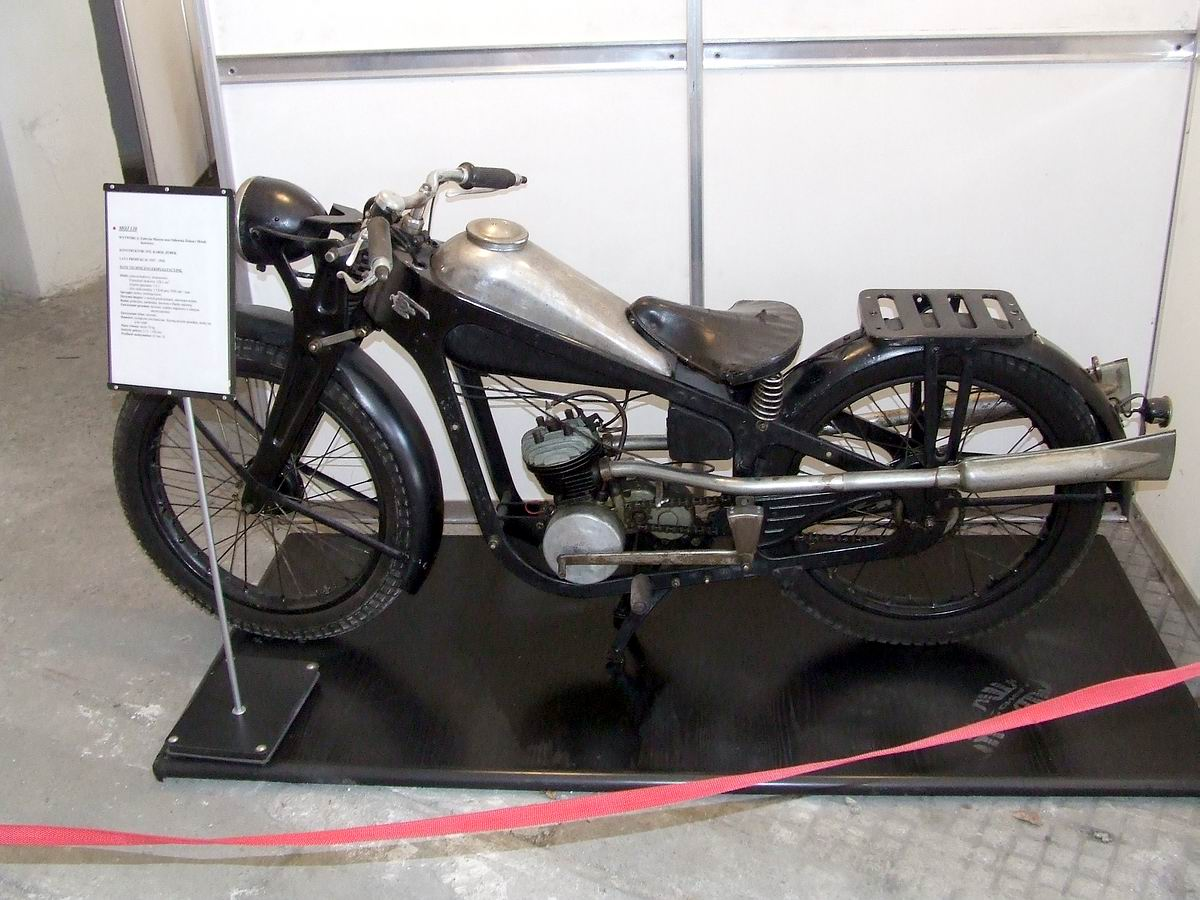
Motocykl MOJ 130 produkowany w latach 1937–1939

W styczniu 1913 roku powstało małe przedsiębiorstwo Schlesische Gruben u. Hüttenbedarfsgesellschaft m.b.H., wytwarzające maszyny i urządzenia górnicze. We wrześniu 1918 roku zostało przekształcone w spółkę akcyjną pod firmą Aktiengesellschaft für Industriebedarf. W grudniu 1919 roku właścicielem zakładu został inż. Alfred Wagner, zmieniając jego nazwę na Fabrykę Maszyn i Odlewnię Żeliwa. W październiku 1933 roku przedsiębiorstwo zostało przejęte przez Gustawa Różyckiego a nazwa zmieniona na Fabrykę Maszyn, Odlewnię Żeliwa i Metali Kolorowych – MOJ. 
Nowy właściciel – inżynier górnictwa – znacząco rozbudował niewielką fabrykę, o czym świadczy wzrost zatrudnienia: z 15 osób w 1933 roku do 800 (w tym 35 inżynierów i techników) w 1939 roku. Zakład wytwarzał w tym okresie narzędzia i urządzenia dla górnictwa, piły spalinowe i rozruszniki do samochodów marki FIAT. W sierpniu 1937 roku fabryka rozpoczęła seryjną produkcję pierwszego polskiego motocykla na bazie własnych rozwiązań konstrukcyjnych – MOJ 130, wstrzymaną podczas niemieckiej okupacji. Wytwarzanie maszyn dla górnictwa kontynuowano.
W 1946 roku fabryka została przejęta przez państwo a na początku lat 50. XX wieku przekształcona w przedsiębiorstwo państwowe Katowicka Fabryka Sprzętu Górniczego. W styczniu 1963 roku zostało ono połączone z istniejącą od 1923 roku katowicką Wytwórnią Narzędzi Górniczych w jeden podmiot o nazwie Fabryka Sprzętu i Narzędzi Górniczych MOJ-RAPID, przemianowany w 1967 roku na Fabrykę Sprzętu i Narzędzi Górniczych im. Generała Karola Świerczewskiego. W 1985 roku została ona włączona w skład przedsiębiorstwa Gwarectwo Mechanizacji Górnictwa-POLMAG a cztery lata później stała się częścią Przedsiębiorstwa Mechanizacji, Automatyzacji i Elektroniki Górniczej POLMAG-EMAG.
POLMAG-EMAG w kwietniu 1990 roku podzielono i utworzono Fabrykę Sprzętu i Narzędzi Górniczych FASING, przekształconą w grudniu 1991 roku w jednoosobową spółkę skarbu państwa pod firmą Fabryki Sprzętu i Narzędzi Górniczych FASING Spółka Akcyjna. We wrześniu 1995 roku 60% akcji spółki trafiło do narodowych funduszy inwestycyjnych, z tego większość do XI NFI. 2 lipca 1997 roku FASING zawiązał FASING-MOJ sp. z o.o., 31 października tego samego roku przekształconą w spółkę akcyjną FASING-MOJ S.A., przemianowaną 5 stycznia 2007 roku na MOJ S.A.. 4 czerwca 2007 miała miejsce pierwsza publiczna oferta akcji spółki, a 14 czerwca tego samego roku pierwsze notowanie na Giełdzie Papierów Wartościowych w Warszawie.

## Akcjonariat
W lutym 2008 roku największym akcjonariuszem spółki była Grupa Kapitałowa FASING, posiadająca wówczas 53,67% akcji i 69,15% głosów na WZA. Pozostali posiadali 46,33% akcji i 30,85% głosów.